# ماساکی تسوچیهاشی
ماساکی تسوچیهاشی (به انگلیسی: Masaki Tsuchihashi) بازیکن فوتبال اهل ژاپن و عضو تیم ملی فوتبال ژاپن است که در تاریخ ۲۶ مه ۱۹۹۶ میلادی اولین بازی ملی‌اش را انجام داد. او در ۱ بازی ملی حضور داشت و آخرین بازی ملی خود را در تاریخ ۲۶ مه ۱۹۹۶ میلادی انجام داد. ماساکی تسوچیهاشی در بازی‌های ملی‌اش
گلی به ثمر نرساند.